# Inge Eriksen
Inge Marie Eriksen, född 22 oktober 1935 i Skørping, död 13 mars 2015, var en dansk författare.
Eriksen tog lärarexamen 1973 och jobbade som lärare fram till sin litterära debut. Hon var politiskt aktiv i vänsterrörelsen. Hennes arbete genomgick tre faser: Först med politiska utopier, under 1980-talet science fiction-romaner i form av politisk-teknologiska skräckscenarier och under 1990-talet samtidshistorisk realism med aktuella analyser av det nya Europa.
Hon fick sitt genombrott med debutromanen Victoria og verdensrevolutionen (Victoria och världsrevolutionen) 1976, en utopisk framställning av kvinnorörelsen och den politiska vänstern, som fick stort genomslag i hela Norden. Eriksen såg sig som en intellektuell i den offentliga debatten och var en aktiv vänsterdebattör som även arbetade som tidskriftsredaktör och frilansskribent.